# Silvestrovské patenty
Silvestrovské patenty byly legální základy rakouského neoabsolutismu. Jednalo se o soubor dvou patentů a jednoho kabinetního listu z 31. prosince 1851 (zákony č. 2–4/1852 ř. z.), jimiž František Josef I. odvolával oktrojovanou ústavu (březnovou ústavu) z roku 1849, načež byla zavedena ústava nová (tj. Zásady organického řízení korunních zemích Rakouského císařství). Také potvrzeno, mimo jiné, zrušení roboty z 7. září 1848. Silvestrovské patenty stvrzovaly občanskou rovnost před zákonem, zrušení poddanství, ochranu náboženství a stanovovaly politickosprávní strukturu monarchie. Jimi byl položen základ absolutistické vlády.